# Alchemilla undecimloba
Alchemilla undecimloba é uma espécie de rosácea do gênero Alchemilla, pertencente à família Rosaceae.